# Estola retrospinosa
Estola retrospinosa är en skalbaggsart som beskrevs av Stefan von Breuning 1940. Estola retrospinosa ingår i släktet Estola och familjen långhorningar.
Artens utbredningsområde är Venezuela. Inga underarter finns listade i Catalogue of Life.